# Veneti (Galija)
Veneti su bili galsko pleme koje je potkraj Željeznog doba živjelo na području Armorica, u današnjoj Bretanji. Opisivalo ih se kao narod moreplovaca, koji je gradio jedrenjake s debelom oplatom, sposobne za plovidbu na obalama Atlantika.
Za vrijeme galskih ratova su se godine 57. pr. Kr. formalno pokorili Cezaru i predali mu taoce. Međutim, sljedeće godine su oteli nekoliko rimskih izaslanika, nastojeći osloboditi te iste taoce. Cezar je to shvatio kao objavu rata i na njih pokrenuo pohod. Koristeći svoja obalna uporišta, kao i snažne plime i oseke, Veneti su uspješno pružali otpor Cezaru te ga prisilili da sagradi vlastitu flotu. Iako su rimske galije na vesla ispočetka bile inferiorne brzim venetskim jedrenjacima, Cezarov admiral Decim Junije Brut Albin je na kraju kod današnjeg Morbihana, koristeći dugačke kuke, uspio uništiti venetsku flotu. Rimljani su potom zauzeli sva venetska uporišta, a potom sve venetsko stanovništvo ubili ili prodali u roblje. Ovakvo okrutan postupak je trebao poslužiti kao primjer svim drugim galskim plemenima odnosno upozorenje da ne dižu ustanke protiv Rimljana.